# SDヒーロー総決戦 倒せ!悪の軍団
『SDヒーロー総決戦 倒せ!悪の軍団』（エスディーヒーローそうけっせん たおせ あくのぐんだん）は、1990年7月7日にバンプレストから発売されたファミリーコンピュータ用アクションシューティングゲーム。
同社の『SDバトル大相撲 平成ヒーロー場所』（1990年）を元祖とする「コンパチヒーローシリーズ」の第二弾。
なお、後に発売されたニンテンドー3DS用ソフト『ロストヒーローズ』（2012年）の封入特典に、本作の移植版のダウンロードコードが付属している。

## ゲーム内容

### 構成
マップは8つの惑星ステージ（ステージ1 - 8）で構成され、プレイヤーはステージを自由に選択してクリアする形式となっている。各惑星ステージは登場するヒーローに関係のある構成であり、それにちなんだヒーローグループが初期操作キャラクターとして規定されている。
8つの惑星ステージを全て解放するとマップが切り替わり、最終ステージであるステージ9が出現する。ステージ9に限っては初期操作キャラクターは規定されておらず、4つのヒーローグループのうち1つを選択して進行する特殊な形態を取っている。

### プレイヤー
操作キャラクターであるヒーローたちは、各自4つのグループに分けられている。1つのグループにつきキャラクターは3体登場し、パワーアップアイテムの取得によって順次切り替わっていく。操作中のグループは、各グループごとに存在するチェンジアイテムの取得で変更が可能。
画面下部には左側に6桁のスコア、中央に使用中のキャラクター、右側に体力ゲージ（16目盛り）が表示されており、キャラクター共通の体力数値は16。体力数値16は最大値であり固定されているため、体力の上限を高める効果は一切存在しない。また、敵キャラクターから受ける被弾ダメージや接触ダメージは一律ではない。
残機制ではないため、体力ゲージが0になる、穴に落ちるなどで即時ゲームオーバーとなり、ステージ選択画面への強制コンティニューとなる。

### アイテム
ハートマーク
使用中のグループのキャラクターが一段階パワーアップする。
ドクロマーク
使用中のグループのキャラクターが第一形態に戻る。
ヒーローチェンジマーク
使用中のグループを変更する。変更させるグループによってマークが違う。ライダーグループはベルトの風車、ウルトラグループはカラータイマー、ガンダムグループはハロ、メタルグループはジバンの電子手帳。
おにぎりマーク
体力を一定量回復する。
爆弾マーク
画面中の敵キャラクターおよびアイテムを消し去る。
！マーク
数秒間だけ敵の攻撃を受け付けない無敵状態になるが、アイテムの取得もできない。
バンプレストマーク
ハート、おにぎり、爆弾の効果を併せ持つ。

## 設定

### ストーリー
SD戦士たちが平和に暮らす国「SDネイション」。そこに突如、謎のUFOが襲来、SD戦士の母というべきガチャポンマシンとそのエンジニアであるエミィちゃんをさらっていた。
犯人は悪の帝王ダークブレイン。ダークブレインはガチャポンマシンで悪玉SDだけを増やして、SDネイションを乗っ取ろうと企んでいたのだ。
正義のSD戦士たちはガチャポンマシンとエミィちゃんを救い出し、SDネイションの平和を取り戻せるだろうか。

### ステージ構成
| ステージ                      | 担当グループ           | ボス                    | ボスの出典                        | 備考                                                                 |
| ----------------------------- | ---------------------- | ----------------------- | --------------------------------- | -------------------------------------------------------------------- |
| ステージ1「地球」             | 仮面ライダーグループ   | シャドームーン          | 『仮面ライダーBLACK RX』          | RX名義である為、サタンサーベルではなくシャドーセイバーを装備している |
| ステージ2「月面基地」         | ガンダムグループ       | α・アジール             | 『機動戦士ガンダム 逆襲のシャア』 |                                                                      |
| ステージ3「惑星洞窟」         | ウルトラグループ       | ゼットン                | 『ウルトラマン』                  |                                                                      |
| ステージ4「宇宙コロニー」     | メタルヒーローグループ | マッドガルボ            | 『機動刑事ジバン』                |                                                                      |
| ステージ5「ショッカー基地」   | 仮面ライダーグループ   | キングダーク （呪博士） | 『仮面ライダーX』                 |                                                                      |
| ステージ6「ア・バオア・クー」 | ガンダムグループ       | ジオング                | 『機動戦士ガンダム』              |                                                                      |
| ステージ7「怪獣墓場」         | ウルトラグループ       | タイラント              | 『ウルトラマンタロウ』            |                                                                      |
| ステージ8「不思議宮殿」       | メタルヒーローグループ | 大帝王クビライ          | 『宇宙刑事シャイダー』            | 機械の胴体を付けたまま戦う                                           |
| ステージ9「最終基地」         | 任意                   | ダークブレイン/エミィ   | バンプレストオリジナル            |                                                                      |

## 登場キャラクター

### SDヒーロー
仮面ライダーグループ
- 第一形態：仮面ライダー一号・・・攻撃方法はライダーキック
- 第二形態：仮面ライダーX・・・攻撃方法はライドルスティック
- 最終形態：仮面ライダーBLACK RX・・・攻撃方法はリボルケインによる遠距離と近距離の二段攻撃

ウルトラグループ
- 第一形態：ウルトラマン・・・攻撃方法はウルトラチョップ
- 第二形態：ウルトラセブン・・・攻撃方法はアイスラッガーによる遠距離攻撃
- 最終形態：ウルトラマンタロウ・・・攻撃方法はストリウム光線による遠距離攻撃

ガンダムグループ
- 第一形態：ガンダム・・・攻撃方法はビームサーベル
- 第二形態：Ζガンダム・・・攻撃方法はビームライフルによる遠距離攻撃
- 最終形態：νガンダム・・・攻撃方法はビームライフルとフィン・ファンネルによる遠距離攻撃。最終形態のSDヒーローの中では攻撃力は最低

メタルヒーローグループ
- 第一形態：宇宙刑事シャイダー・・・攻撃方法はレーザーブレード
- 第二形態：超人機メタルダー・・・攻撃方法はレーザーアーム
- 最終形態：機動刑事ジバン・・・攻撃方法はダイダロスファイアーによる遠距離攻撃。全SDヒーローの中でも一番の攻撃力を持つ

## 敵キャラクター

### 雑魚キャラクター
| 雑魚                    | グループ               | 登場のステージ                                      | 出典                                 |
| ----------------------- | ---------------------- | --------------------------------------------------- | ------------------------------------ |
| ザクII                  | ガンダムグループ       | ステージ2「月面基地」 ステージ6「ア・バオア・クー」 | 機動戦士ガンダム                     |
| ズゴック                | ガンダムグループ       | ステージ2「月面基地」 ステージ6「ア・バオア・クー」 | 機動戦士ガンダム                     |
| ゲルググ                | ガンダムグループ       | ステージ2「月面基地」 ステージ6「ア・バオア・クー」 | 機動戦士ガンダム                     |
| ザクII（S）             | ガンダムグループ       | ステージ2「月面基地」                               | 機動戦士ガンダム                     |
| ゲルググ（S）           | ガンダムグループ       | ステージ2「月面基地」                               | 機動戦士ガンダム                     |
| ハンブラビ              | ガンダムグループ       | ステージ2「月面基地」 ステージ6「ア・バオア・クー」 | 機動戦士Ζガンダム                    |
| サイコガンダム          | ガンダムグループ       | ステージ2「月面基地」 ステージ6「ア・バオア・クー」 | 機動戦士Ζガンダム                    |
| キュベレイ              | ガンダムグループ       | ステージ2「月面基地」 ステージ6「ア・バオア・クー」 | 機動戦士Ζガンダム 機動戦士ガンダムΖΖ |
| ズサ                    | ガンダムグループ       | ステージ2「月面基地」 ステージ6「ア・バオア・クー」 | 機動戦士ガンダムΖΖ                   |
| ハンマ・ハンマ          | ガンダムグループ       | ステージ2「月面基地」 ステージ6「ア・バオア・クー」 | 機動戦士ガンダムΖΖ                   |
| ゲーマルク              | ガンダムグループ       | ステージ9「最終基地」                               | 機動戦士ガンダムΖΖ                   |
| バルタン星人            | ウルトラグループ       | ステージ3「惑星洞窟」 ステージ7「怪獣墓場」         | ウルトラマン                         |
| レッドキング            | ウルトラグループ       | ステージ3「惑星洞窟」 ステージ7「怪獣墓場」         | ウルトラマン                         |
| ジラース                | ウルトラグループ       | ステージ3「惑星洞窟」 ステージ7「怪獣墓場」         | ウルトラマン                         |
| メフィラス星人          | ウルトラグループ       | ステージ9「最終基地」                               | ウルトラマン                         |
| エレキング              | ウルトラグループ       | ステージ3「惑星洞窟」 ステージ7「怪獣墓場」         | ウルトラセブン                       |
| キングジョー            | ウルトラグループ       | ステージ3「惑星洞窟」 ステージ7「怪獣墓場」         | ウルトラセブン                       |
| ナース                  | ウルトラグループ       | ステージ3「惑星洞窟」 ステージ7「怪獣墓場」         | ウルトラセブン                       |
| ガッツ星人              | ウルトラグループ       | ステージ9「最終基地」                               | ウルトラセブン                       |
| ベムスター              | ウルトラグループ       | ステージ3「惑星洞窟」 ステージ7「怪獣墓場」         | 帰ってきたウルトラマン               |
| バードン                | ウルトラグループ       | ステージ3「惑星洞窟」 ステージ7「怪獣墓場」         | ウルトラマンタロウ                   |
| 蜘蛛男                  | 仮面ライダーグループ   | ステージ1「地球」 ステージ5「ショッカー基地」       | 仮面ライダー                         |
| モグラング              | 仮面ライダーグループ   | ステージ1「地球」 ステージ5「ショッカー基地」       | 仮面ライダー                         |
| ガニコウモル            | 仮面ライダーグループ   | ステージ1「地球」 ステージ5「ショッカー基地」       | 仮面ライダー                         |
| イカデビル              | 仮面ライダーグループ   | ステージ1「地球」 ステージ5「ショッカー基地」       | 仮面ライダー                         |
| ガラガランダ            | 仮面ライダーグループ   | ステージ1「地球」 ステージ5「ショッカー基地」       | 仮面ライダー                         |
| シオマネキング          | 仮面ライダーグループ   | ステージ9「最終基地」                               | 仮面ライダー                         |
| アポロガイスト          | 仮面ライダーグループ   | ステージ1「地球」 ステージ5「ショッカー基地」       | 仮面ライダーＸ                       |
| ボスガン                | 仮面ライダーグループ   | ステージ1「地球」 ステージ5「ショッカー基地」       | 仮面ライダーBLACK RX                 |
| ガテゾーン              | 仮面ライダーグループ   | ステージ1「地球」 ステージ5「ショッカー基地」       | 仮面ライダーBLACK RX                 |
| タイガーロイド          | 仮面ライダーグループ   | ステージ9「最終基地」                               | 仮面ライダーZX                       |
| ギリギリ                | メタルヒーローグループ | ステージ4「宇宙コロニー」 ステージ8「不思議宮殿」   | 宇宙刑事シャイダー                   |
| イトイト                | メタルヒーローグループ | ステージ4「宇宙コロニー」 ステージ8「不思議宮殿」   | 宇宙刑事シャイダー                   |
| ムチムチ                | メタルヒーローグループ | ステージ4「宇宙コロニー」 ステージ8「不思議宮殿」   | 宇宙刑事シャイダー                   |
| 流れ星のガンマン オメガ | メタルヒーローグループ | ステージ4「宇宙コロニー」 ステージ8「不思議宮殿」   | 宇宙刑事シャイダー                   |
| 凱聖クールギン          | メタルヒーローグループ | ステージ4「宇宙コロニー」 ステージ8「不思議宮殿」   | 超人機メタルダー                     |
| 凱聖バルスキー          | メタルヒーローグループ | ステージ4「宇宙コロニー」 ステージ8「不思議宮殿」   | 超人機メタルダー                     |
| 凱聖ドランガー          | メタルヒーローグループ | ステージ9「最終基地」                               | 超人機メタルダー                     |
| キラーノイド            | メタルヒーローグループ | ステージ4「宇宙コロニー」 ステージ8「不思議宮殿」   | 機動刑事ジバン                       |
| アクムノイド            | メタルヒーローグループ | ステージ4「宇宙コロニー」 ステージ8「不思議宮殿」   | 機動刑事ジバン                       |
| バトルマーシャ          | メタルヒーローグループ | ステージ9「最終基地」                               | 機動刑事ジバン                       |
| バトルカーシャ          | メタルヒーローグループ | ステージ9「最終基地」                               | 機動刑事ジバン                       |

### その他
エミィちゃん
バンプレストオリジナルキャラクターでガチャポンマシンのエンジニアの女の子。ガチャポンマシンと共にダークブレインに連れ去られてしまうが、テレパシーでSD戦士達に助けを求める。本作以降も様々な形でコンパチヒーローシリーズ作品に何度か出演を果たしている。
ガチャポンマシン
バンプレストオリジナルキャラクター。「SDキャラクターの母」と呼ばれる存在で、様々なSDキャラクターを自在に生み出せる唯一のマシンであることに注目したダークブレインによって、エミィと共に連れ去られてしまう。しかし、危機を察知してSDヒーローを封入したガチャポンカプセルを残していった物語のキーパーソン。
ダークブレイン
バンプレストオリジナルキャラクター。自らを「悪の帝王」と称する謎の存在。SDキャラクターたちが住む「SDネイション」を悪玉SDで埋め尽くして君臨するべく、ガチャポンマシンとエミィと連れ去った。本作以降もコンパチヒーローシリーズ作品の最終ボスとして何度も登場している。
サザビー
パッケージにνガンダムと共に描かれている。ゲームには一切登場しない。

## スタッフ
- 企画、プロデュース：ひろむ、てっくん
- SDデザイナー：青木健太
- SDデザイン協力：レイアップ
- グラフィック（いいもの）：デラックス あおやま（あおやましんご）
- グラフィック（わるもの）：ちろりん かたおか
- 大道具：M3-R やまだ（やまだこういち）
- 監督：飯野賢治
- 助監督：くらーく
- 演出：J.J さとう
- 脚本：三浦秀樹
- エンディング・プログラム：さいとうまさなが
- SPデータ：せんばすすむ
- プログラム・デザイナー：K.H みょおう
- 音楽：飯野賢治、かみじま（平沢道也）
- スペシャル・サンクス
  - 小道具：やまぐち、いわおつとむ、かんのいちろう、Oなみなかにし、ひらいわん（平岩ひろかず）
  - 現像：はがねスキー てつおん
  - デバッガー：すみかわ、やまもと、やまだ、きしむら、いしだ、たかはし

## 評価
ゲーム誌『ファミコン通信」の「クロスレビュー」では合計23点（満40点）、『ファミリーコンピュータMagazine』の読者投票による「ゲーム通信簿」での評価は以下の通りとなっており、19.99点（満30点）となっている。
| 項目 | キャラクタ | 音楽 | 操作性 | 熱中度 | お買得度 | オリジナリティ | 総合  |
| 得点 | 4.05       | 3.19 | 3.36   | 3.24   | 3.06     | 3.09           | 19.99 |